# Лаучачан
Лаучачан — потухший вулкан на полуострове Камчатка.
Расположен в Быстринском районе Камчатского края России.
Вулкан относится к Иченскому вулканическому району Срединного вулканического пояса. Находится на юго-западном окончании хребта Лаучан.
Форма вулкана представляет собой пологий щит. В географическом плане вулканическая постройка близка к окружности с диаметром 6 км, площадью в 15 км². Объём изверженного материала ~2 км³. Абсолютная высота — 1018 м, относительная западных склонов 500 м, восточных — 200 м.
Вулканическая постройка слабо эродирована. С юго-западного склона вулкана берёт исток река Тыркачин.
Деятельность вулкана относится к верхнечетвертичному периоду.